# 마이클 알로니

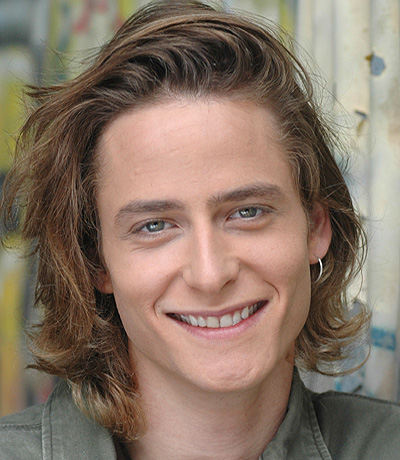

미하엘 알로니(מיכאל מרק אלוני, 1984년 1월 30일 ~ )는 이스라엘의 배우, TV 사회자, 작가, 모델, 텔레비전 배우이다.
텔아비브에서 태어났다.

## 영화
- 해피타임 (2019년) - 마이클 역
- 안테나 (2016년)
- 어 플레이스 인 헤븐 (2013년)
- 아웃 인 더 다크 (2012년)
- 폴리스맨 (2011년)